# سئونام-دونگ
سئونام-دونگ (به لاتین: Seonam-dong) یک منطقهٔ مسکونی در کره جنوبی است که در اولسان واقع شده‌است.